# Нафтовик (стадіон, Уфа)
«Нафтовик» (рос. Нефтяник) — футбольний стадіон в Уфі, домашній стадіон футбольного клубу «Уфа». Є найбільшим спортивним об'єктом в Республіці Башкортостан.

## Історія
Відкрито в 1967 році. Реконструйовано стадіон у 2012-2015 роках. Перший матч після реконструкції відбувся 9 серпня 2015 року в рамках чемпіонату Росії з футболу. Суперником місцевого клубу «Уфа» став діючий чемпіон Росії санкт-петербурзький « Зеніт» (0:1) .

## Характеристика
Повна паспортна місткість 15 132 глядацьких місць, проте місця з обмеженим оглядом не використовуються. Таким чином реальна місткість становить 13 573 місць. Стадіон має футбольне поле (105 x 68 м) зі штучним покриттям, автоматизованою системою підігріву і поливу, легкоатлетичну бігову доріжку (400 м), цифрове електронне табло, адміністративно-побутовий і фізкультурно-оздоровчий корпус, фітнес-центр, блок футбольної школи, 6 тренувальних синтетичних полів (5 з них розміром 20 на 40 метрів).